# 동주
동주(東周)는 기원전 771년 견융의 침공으로 서주의 호경이 함락되고 유왕이 피살되는 사건이 발생하고 제후들이 평왕을 옹립하면서 평왕이 수도를 호경에서 낙읍으로 옮긴 이후의 주나라를 말한다. 동주 시대에는 주나라 왕실의 힘이 약화되고, 제후들이 주나라 왕실을 명목상으로만 남겨둔 채, 독립적인 활동을 하였다. 이 때가 춘추전국 시대이다.

## 정나라와의 전쟁
정나라는 선왕의 동생인 정 환공으로부터 시작된 제후국으로, 이제 개국한 동주 왕실과는 가장 가까운 사이였다. 환공은 유왕의 재상이었으며, 평왕은 환공의 아들이자 자신에게는 당숙인 정 무공을 재상으로 삼았다. 정나라는 강대국은 아니었지만, 이제 왕실과 혈연관계가 약해진 다른 제후국과 달리 가까운 혈연관계로 왕실에 대한 충성도가 높았으며, 왕실 근처에 자리잡고 있어 왕실을 대신해 태산에 제사를 지내기도 했다. 정 무공은 50년에 다다른 평왕의 치세를 보좌해 동주의 초기의 기반을 다졌다.
평왕의 뒤는 손자인 희임이 이어 환왕이 되었다. 정 무공도 평왕을 20여년간 보필한 후 죽고, 그의 아들 장공이 대를 이어 평왕을 보좌하다가 이제 환왕을 보좌하게 되었다. 하지만 혈기 왕성한 환왕은 이미 오랜 기간 동안 동주 왕실의 핵심 세력이 된 정나라 세력을 탐탁치 않게 여겨 다른 친척 제후국인 괵나라 세력을 중용했다.
이러한 왕실 내의 세력변화는 정 장공에게 좋지 않았으며, 장공은 노나라에게 사신을 보내 주 왕실의 허락도 받지 않은 채 노나라 내에 있는 태산 근처의 땅을 노나라에게 양도하는 대신 정나라 내에 있는 노나라 영토를 병합했다. 이것은 정나라가 주 왕실의 재상 자격으로 태산에 제사지내러 가는 일을 포기하는 것과 같았으며, 이는 환왕의 분노를 샀다.
왕실의 권위를 세우기 위해 환왕은 자신이 중용한 괵나라를 비롯, 진(陳), 채(蔡), 위(衛)의 군사를 소집해 정나라를 토벌하기로 했다. 정 장공은 제중(祭仲), 고거미(高渠彌)를 파견해 이를 맞아 싸워 대승을 거뒀다. 이때 장공의 부하 중 축첨(祝瞻)이 쏜 화살이 환왕의 팔에 맞았다. 정 장공은 공격을 중지시키며 "윗사람을 공격하는 것도 꺼려지는 일인데 하물며 천자를 능멸할 수는 없는 일이다."며 사신을 보내 환왕의 부상을 위로하기도 했다. 하지만 이 사건으로 인해 동주 왕실의 힘은 결정적으로 약화되었다.

## 멸망
전국시대가 되면서 주 왕실은 유명무실해졌으며, 초와 위 등의 국가는 왕호를 칭하게 되었고, 진 혜문왕이 왕의 칭호를 사용하면서 주 왕실의 권위는 완전히 무너지고 말았다. 결국 기원전 256년 진나라의 소양왕(진시황의 증조할아버지)의 군대가 동주를 침공하여 주나라는 역사에서 완전히 사라지고 말았다.

## 군주
| 대수 | 시호               | 성명        | 재위기간                    |
| --- | ------------------ | ----------- | --------------------------- |
| 제13대 | 평왕 (平王)        | 의구 (宜臼) | 기원전 771년 ~ 기원전 720년 |
| 비정통 | 휴왕 (攜王)        | 여신 (余臣) | 기원전 771년 ~ 기원전 750년 |
| 제14대 | 환왕 (桓王)        | 림 (林)     | 기원전 720년 ~ 기원전 697년 |
| 제15대 | 장왕 (莊王)        | 타 (佗)     | 기원전 697년 ~ 기원전 682년 |
| 제16대 | 희왕 (僖王)        | 호제 (胡齊) | 기원전 682년 ~ 기원전 677년 |
| 제17대 | 혜왕 (惠王)        | 랑 (閬)     | 기원전 677년 ~ 기원전 652년 |
| 비정통 | -                  | 퇴 (穨)     | 기원전 675년 ~ 기원전 673년 |
| 제18대 | 양왕 (襄王)        | 정 (鄭)     | 기원전 652년 ~ 기원전 619년 |
| 비정통 | - (감소공(甘昭公)) | 대 (帶)     | 기원전 636년 ~ 기원전 635년 |
| 제19대 | 경왕 (頃王)        | 임신 (壬臣) | 기원전 619년 ~ 기원전 613년 |
| 제20대 | 광왕 (匡王)        | 반 (班)     | 기원전 613년 ~ 기원전 607년 |
| 제21대 | 정왕 (定王)        | 유 (瑜)     | 기원전 607년 ~ 기원전 586년 |
| 제22대 | 간왕 (簡王)        | 이 (夷)     | 기원전 586년 ~ 기원전 572년 |
| 제23대 | 영왕 (靈王)        | 설심 (泄心) | 기원전 572년 ~ 기원전 545년 |
| 제24대 | 경왕 (景王)        | 귀 (貴)     | 기원전 545년 ~ 기원전 520년 |
| 제25대 | 도왕 (悼王)        | 맹 (猛)     | 기원전 520년                |
| 비정통 | - (서왕(西王))     | 조 (朝)     | 기원전 520년 ~ 기원전 516년 |
| 제26대 | 경왕 (敬王)        | 개 (丐)     | 기원전 520년 ~ 기원전 477년 |
| 제27대 | 원왕 (元王)        | 인 (仁)     | 기원전 477년 ~ 기원전 469년 |
| 제28대 | 정정왕 (貞定王)    | 개 (介)     | 기원전 469년 ~ 기원전 441년 |
| 제29대 | 애왕 (哀王)        | 거질 (去疾) | 기원전 441년                |
| 제30대 | 사왕 (思王)        | 숙습 (叔襲) | 기원전 441년                |
| 제31대 | 고왕 (考王)        | 외 (嵬)     | 기원전 441년 ~ 기원전 426년 |
| 제32대 | 위열왕 (威烈王)    | 오 (午)     | 기원전 426년 ~ 기원전 402년 |
| 제33대 | 안왕 (安王)        | 교 (驕)     | 기원전 402년 ~ 기원전 376년 |
| 제34대 | 열왕 (烈王)        | 희 (喜)     | 기원전 376년 ~ 기원전 369년 |
| 제35대 | 현왕 (顯王)        | 편 (扁)     | 기원전 369년 ~ 기원전 321년 |
| 제36대 | 신정왕 (愼靚王)    | 정 (定)     | 기원전 321년 ~ 기원전 315년 |
| 제37대 | 난왕 (赧王)        | 연 (延)     | 기원전 315년 ~ 기원전 256년 |
| 비고: 주나라의 역대 군주들의 성은 희(姬), 씨는 주(周)이나 당시에는 성씨와 이름을 같이 표기하는 성명의 개념이 아직 확립되지 않았다. |                    |             |                             |